# Рожновы
Рожновы — древний русский дворянский род, отрасль рода Пушкиных.
Род внесён в Бархатную книгу. При подаче документов (01 февраля 1686) для внесения рода в Бархатную книгу, была предоставлена родословная роспись Рожновых.

## Происхождение и история рода
Предок рода "муж честен" Радша прибыл из Германии в Новгород в конце XII века. Его правнук (IV-колено) Гавриил Алексич, боярин, прославился в знаменитой Невской битве (1240). От Григория Ивановича по прозванию Пушка (VII-колено) пошли Пушкины, а его внук Михаил Никитич по прозванию Рожон (IX-колено) стал родоначальником Рожновых: его потомки писались уже не Пушкиными, а Рожновыми; внуки Михаила Никитича: Андрей Семёнович Рожнов, служил воеводой в Казанском (1544) и Полоцком (1551) походах; Иван Иванович Рожнов погиб в зимнем Казанском походе (1550). Пятиюродные братья Михаил Семёнович (московский жилец, 1632) и Матвей Яковлевич Рожновы (6-е поколение) за службу были верстаны поместным окладом (1620), а Матвей Яковлевич Рожнов за верную службу в смутную эпоху междуцарствия, пожалован вотчиною от царя Михаила Фёдоровича. Брат Михаила Семёновича, Василий Семенович Рожнов-Пушкин в Боярской книге за 1627—1629 год был записан как стряпчий с платьем, затем он упоминается как стряпчий (1636—1640), московский дворянин (1640—1658), воевода в Алексине (1645—1647).
Сергей Иванович Рожнов (9-е поколение; потомок Григория Семёновича — брата Михаила и Василия Семёновичей) был сенатором при Екатерине II, а Пётр Михайлович Рожнов (1763—1839) — адмиралом и Кронштадтским военным губернатором. Этот род Рожновых был внесён Губернским дворянским депутатским собранием в VI часть дворянской родословной книги Тверской губернии России.
Другая ветвь этого рода, владевшая с XVII века имениями в Костромской и Ярославской губ., пресеклась к середине XIX в. Дочь майора Алексея Михайловича Рожнова Пелагея, вышедшая замуж за Александра Сергеевича Ратькова, основала новую фамилию Ратьковых-Рожновых. Ее дядя полковник Петр Михайлович Рожнов имел внебрачных детей от своей крепостной девушки, которым дал фамилию Жновы. Этот род Рожновых был внесён в VI часть родословной книги Ярославской губернии Российской империи. 
Рязанский род Рожновых происходит от казака Сергея Яковлевича Рожнова, владевшего (1628) поместьем в деревне Саблино Рязанского (впоследствии — Зарайского) уезда. Штабс-капитан Иван Ларионович Рожнов внесён в VI часть дворянской родословной книги Рязанской губернии (15.12.1825).

## Описание гербов

#### Герб Рожновых 1785 г.
В Гербовнике Анисима Титовича Князева 1785 года имеется изображение герба тайного советника, сенатора (с 1786) Сергея Ивановича Рожнова: в щите, имеющим серебряное поле, изображены коричневые латинские буквы SP переплетённые между собой (титлы). Щит увенчан коронованным дворянским шлемом с тремя страусовыми перьями. Цветовая гамма намёта не определена.

#### Герб. Часть VI. № 51.
Щит разделён на четыре части, из них в первой и четвёртой частях, в золотом поле, изображено по одному чёрному одноглавому орлу с распростёртыми крыльями, имеющему в лапах скипетр и державу. Во второй части, в красном поле, дворянская золотая корона. В третьей части, в голубом поле, с левой стороны видна выходящая из облаков рука в серебряных латах и с мечом (польский герб Малая Погоня).
На щите дворянский коронованный шлем. Нашлемник: рука с мечом. Намёт на щите красный и голубой, подложенный золотом.

## Известные представители
- Рожнов Тимофей Никитич - московский дворянин (1636-1640).
- Рожнов Иван Фёдорович - воевода в Курмыше (1670).
- Рожнов Иван Степанович - погиб под Чигирином (1678).
- Рожнов Иван Васильевич - стольник (1686).
- Рожнов Иван Любимович - стольник царицы Прасковьи Федоровны (1686-1692).
- Рожнов Антон Степанович - стольник (1689).
- Рожновы: Дмитрий Григорьевич, Захарий Никитич, Константин Замятин - московские дворяне (1677-1692).
- Рожновы: Григорий Маркович, Григорий Селиверстович, Иван Васильевич, Любим и Селиверст Ивановичи, Никифор Михайлович - стряпчие (1671-1692)[3][4][8].
- Рожнов Василий Алексеевич (1934-2009).